# Худжамов Рустам Махмудкулович
Рустам Махмудкулович Худжамов (узб. Rustam Xujamov; нар. 5 жовтня 1982, Сквира, Київська область) — український футболіст, воротар. У минулому гравець молодіжної збірної України. Засновник бренду Brave GK

## Ранні роки
Рустам Худжамов народився 5 жовтня 1982 року в місті Сквира у сім'ї вчителів, батько — узбек, мати — українка, обоє закінчили Державний інститут фізичної культури імені П. Ф. Лесгафта в Ленінграді.
Дитинство та юність Рустама пройшли у селі Музичі Києво-Святошинського району на Київщині, де й досі мешкають його батьки. Рустам розпочав займатися футболом у Музичах, свого часу в матчах на район захищав кольори місцевої аматорської футбольної команди «Фріззант», яку тренував його батько Махмуд Рахімович Худжамов.

## Клубна кар'єра

### «Динамо»
Закінчивши динамівську школу, Рустам Худжамов відіграв майже шість років у першій та другій лігах за дублюючі команди «Динамо». У 2005 році Рустам відправився в оренду в «Закарпаття». У складі ужгородської команди Худжамов дебютував у вищій лізі 12 липня 2005 року в матчі проти «Ворскли». Всього провів за ужгородців половину сезону, зігравши за цей час у 10 іграх.

### «Харків»
У тому ж сезоні перейшов до «Харкова» і незабаром став у команді «городян» основним воротарем. Надійна гра голкіпера була помічена селекціонерами донецького «Шахтаря» і влітку 2008 року уклав угоду з «гірниками» на чотири роки. У складі харківського клубу він провів 60 матчі і пропустив 63 гола.

### «Шахтар»
У першому ж матчі сезону вийшов в основі і допоміг команді виграти Суперкубок України в серії пенальті, проте вже в першому турі чемпіонату пропустив два необов'язкових голи від новачка Прем'єр-ліги «Львова», після чого програв конкуренцію Андрію Пятову. В підсумку в новій команді постійної ігрової практики у молодого голкіпера не було, Рустам за чотири сезони провів всього лише 10 матчів в чемпіонаті. Потім керівництво «Шахтаря» відправило Худжамова в оренду. Спочатку був донецький «Металург», у складі якого Рустам так і не взяв участі в жодному матчі. Пізніше протягом трьох сезонів виступав в маріупольському «Іллічівці». Влітку 2014 року Рустам Худжамов повернувся в донецький «Шахтар».
У березні 2015 року на правах оренди перейшов в луганську «Зорю». Проте вже в першому матчі, 7 березня у грі Прем'єр-ліги проти «Іллічівця», на 12 хвилині пропустив гол від Руслана Зубкова, а на 19 отримав серйозну травму і був замінений на Андрія Полтавцева. Згодом стало відомо, що термін реабілітації гравця досить великий, тому гравець так більше і не заграв за луганчан до кінця сезону.
1 вересня 2015 року перейшов на правах оренди до кінця року в харківський «Металіст».
2 березня 2016 року Худжамов знову повернувся до «Маріуполя», вдруге у своїй кар'єрі.

## Кар'єра в збірних
Зіграв один товариський матч за національну збірну України — 11 лютого 2009 року проти збірної Сербії (1:0). У складі молодіжної збірної України провів 3 гри.

## Власний бізнес
У листопаді 2016 року, захищаючи кольори «Маріуполя», Рустам Худжамов повідомив про заснування власної справи та офіційно представив бренд професійної екіпіровки для голкіперів Brave GK [Архівовано 28 вересня 2020 у Wayback Machine.]. Прем'єру ознаменував вихід першої колекції воротарських рукавиць, створення  якої тривало близько року і базувалося на розробці та тестуванні прототипів. В 2020 році бренд презентував нову колекцію рукавиць для воротарів та значно розширив асортимент продукції.
Клієнтами Brave GK [Архівовано 28 вересня 2020 у Wayback Machine.] стали такі відомі в України голкіпери як Максим Коваль, Богдан Шуст, Георгій Бущан, Богдан Сарнавський, Артем Кичак, Валерій Юрчук, Андрій Кліщук, Володимир Кринський, Ігор Литовка, Олександр Ткаченко, Антон Яшков, Герман Пеньков, Олександр Надь, Павло Ісенко, Денис Сидоренко, Артем Поспєлов [Архівовано 30 листопада 2020 у Wayback Machine.], Дмитро Різник, а також воротар клубу “Реал Мадрид” Андрій Лунін.

## Відзнаки та нагороди
- Орден «За мужність» III ст. (25 травня 2009) — за досягнення визначного спортивного результату — здобуття Кубка УЄФА 2009 року, виявлені мужність, самовідданість і волю до перемоги, утвердження міжнародного авторитету вітчизняного футболу[13]

## Спортивні досягнення
У складі «Шахтаря»
- Володар Кубка УЄФА (1): 2008/09
- Чемпіон України (2): 2009/10, 2010/11
- Володар Кубка України (1): 2010/11
- Володар Суперкубка України (1): 2008

У складі «Маріуполя»
- Переможець першої ліги чемпіонату України (1): 2016/17

У складі «Динамо-2»
- Бронзовий призер першої ліги чемпіонату України (1): 2002/03

## Громадянська позиція
У листопаді 2017 року Рустам Худжамов одягнув футболку з написом «Мій тато — герой», на матч 17 туру УПЛ «Маріуполь» — «Ворскла». Він був єдиним з команди «Маріуполь», хто підтримав цю ініціативу Федерації футболу України та Федерації футболу учасників АТО.